# Hamzah Sadiek
Hamzah Sadiek (Amstelveen 18 oktober 1994) is een Nederlandse professionele voetbalscout.

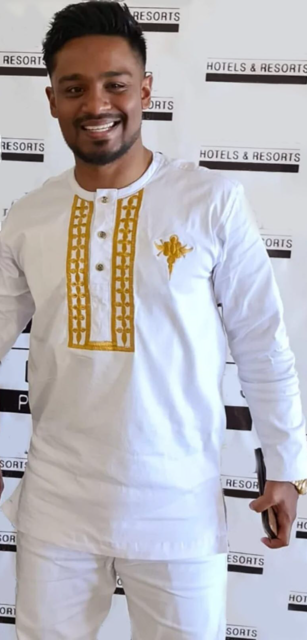
Hamzah Sadiek tijdens een persconferentie omtrent zijn Copa Sadiek evenement

## Carrière
Sadiek voetbalde in de jeugd bij Legmeervogels, SV Argon en USV Elinkwijk. Op professioneel niveau in de jeugd speelde Sadiek bij HFC Haarlem en vijf seizoenen bij FC Utrecht.Tevens speelde hij in verschillende jeugdelftallen bij de KNVB. Na verschillende kruisbandblessures bij FC Utrecht, probeerde Sadiek het nog in de Topklasse bij EVV in Echt in combinatie met zijn rechtenstudie aan de Universiteit Maastricht, maar stopte na één seizoen met voetballen om zich volledig te concentreren op zijn scoutingcarrière. Hij volgde een cursus voetbalscouting.
Van 2018 tot en met 2020 was hij als 23-jarige volgens onderzoek van Transfermarkt de jongste hoofdscout in de wereld. Deze functie bekleedde hij bij de Belgische voetbalclub Koninklijke Patro Eisden Maasmechelen, waar hij direct in zijn eerste jaar mee promoveerde. Sadiek combineerde in Maasmechelen de functie van hoofdscout met die van commercieel manager binnen de jeugdopleiding.
Na zijn dienstverband bij Koninklijke Patro Eisden Maasmechelen werd Sadiek scout voor de Surinaamse Voetbalbond in 2020. In dat jaar werd in Suriname voor het eerst in de regelgeving aangenomen dat profvoetballers in Europa en over de hele wereld met een Nederlands paspoort, ook voor Suriname uit mochten komen. In dit jaar deed Suriname voor het eerst in de geschiedenis mee aan de CONCACAF Gold Cup. In maart 2022 tekende Sadiek een driejarig contract op 27-jarige leeftijd in de Spaanse La Liga bij Cádiz C.F als internationale scout op het hoogste niveau. In 2023 als internationale scout van Rayo Vallecano.
Samen met Humphry Nijman ontwikkelde Sadiek in 2020 de app Created Crowd waarmee stadions virtueel gevuld worden met publiek, naar aanleiding van de lege stadions tijdens de coronapandemie.